# Championnats du monde d'haltérophilie 1975
Navigation
Édition précédente Édition suivante
Les championnats du monde d'haltérophilie 1975, 49e édition des championnats du monde d'haltérophilie, ont lieu du 15 au 23 septembre 1975 au Palais des sports Loujniki à Moscou, en URSS.

## Médaillés
| Épreuve     | Or                       | Or          | Argent                   | Argent   | Bronze                   | Bronze   |
| 52 kg       | 52 kg                    | 52 kg       | 52 kg                    | 52 kg    | 52 kg                    | 52 kg    |
| ----------- | ------------------------ | ----------- | ------------------------ | -------- | ------------------------ | -------- |
| Arraché     | Zygmunt Smalcerz (POL)   | 105,0 kg    | Masatomo Takeuchi (JPN)  | 105,0 kg | Lajos Szűcs (HUN)        | 100,0 kg |
| Épaulé-jeté | Zygmunt Smalcerz (POL)   | 132,5 kg    | Aleksandr Voronin (URS)  | 132,5 kg | Lajos Szűcs (HUN)        | 130,0 kg |
| Total       | Zygmunt Smalcerz (POL)   | 237,5 kg    | Aleksandr Voronin (URS)  | 232,5 kg | Lajos Szűcs (HUN)        | 230,0 kg |
| 56 kg       |                          |             |                          |          |                          |          |
| Arraché     | Waldemar Korcz (POL)     | 112,5 kg    | Włodzimierz Jakub (POL)  | 112,5 kg | Karel Prohl (TCH)        | 110,0 kg |
| Épaulé-jeté | Atanas Kirov (BUL)       | 145,0 kg    | Karel Prohl (TCH)        | 140,0 kg | Waldemar Korcz (POL)     | 140,0 kg |
| Total       | Atanas Kirov (BUL)       | 255,0 kg    | Waldemar Korcz (POL)     | 252,5 kg | Karel Prohl (TCH)        | 250,0 kg |
| 60 kg       |                          |             |                          |          |                          |          |
| Arraché     | Nikolay Kolesnikov (URS) | 125,0 kg    | Georgi Todorov (BUL)     | 125,0 kg | Setsuya Goto (JPN)       | 122,5 kg |
| Épaulé-jeté | Georgi Todorov (BUL)     | 160,0 kg    | Takashi Saito (JPN)      | 155,0 kg | Antoni Pawlak (POL)      | 155,0 kg |
| Total       | Georgi Todorov (BUL)     | 285,0 kg RM | Nikolay Kolesnikov (URS) | 277,5 kg | Antoni Pawlak (POL)      | 275,0 kg |
| 67,5 kg     |                          |             |                          |          |                          |          |
| Arraché     | Zbigniew Kaczmarek (POL) | 137,5 kg    | Petro Korol (URS)        | 135,0 kg | Mladen Kuchev (BUL)      | 132,5 kg |
| Épaulé-jeté | Petro Korol (URS)        | 177,5 kg RM | Zbigniew Kaczmarek (POL) | 175,0 kg | Mukharby Kirzhinov (URS) | 172,5 kg |
| Total       | Petro Korol (URS)        | 312,5 kg    | Zbigniew Kaczmarek (POL) | 312,5 kg | Mladen Kuchev (BUL)      | 302,5 kg |
| 75 kg       |                          |             |                          |          |                          |          |
| Arraché     | Yordan Mitkov (BUL)      | 150,0 kg    | Nedelcho Kolev (BUL)     | 145,0 kg | Peter Wenzel (GDR)       | 145,0 kg |
| Épaulé-jeté | Peter Wenzel (GDR)       | 190,0 kg    | Yordan Mitkov (BUL)      | 182,5 kg | Nedelcho Kolev (BUL)     | 180,0 kg |
| Total       | Peter Wenzel (GDR)       | 335,0 kg    | Yordan Mitkov (BUL)      | 332,5 kg | Nedelcho Kolev (BUL)     | 325,0 kg |
| 82,5 kg     |                          |             |                          |          |                          |          |
| Arraché     | Valery Shary (URS)       | 162,5 kg    | Trendafil Stoychev (BUL) | 162,5 kg | Péter Baczakó (HUN)      | 157,5 kg |
| Épaulé-jeté | Rolf Milser (FRG)        | 200,0 kg    | Valery Shary (URS)       | 195,0 kg | Trendafil Stoychev (BUL) | 195,0 kg |
| Total       | Valery Shary (URS)       | 357,5 kg    | Trendafil Stoychev (BUL) | 357,5 kg | Juhani Avellan (FIN)     | 350,0 kg |
| 90 kg       |                          |             |                          |          |                          |          |
| Arraché     | David Rigert (URS)       | 167,5 kg    | Michel Broillet (SUI)    | 167,5 kg | Sergey Poltoratsky (URS) | 165,0 kg |
| Épaulé-jeté | David Rigert (URS)       | 210,0 kg    | Sergey Poltoratsky (URS) | 207,5 kg | Peter Petzold (GDR)      | 202,5 kg |
| Total       | David Rigert (URS)       | 377,5 kg    | Sergey Poltoratsky (URS) | 372,5 kg | Peter Petzold (GDR)      | 362,5 kg |
| 110 kg      |                          |             |                          |          |                          |          |
| Arraché     | Valentin Hristov (BUL)   | 180,0 kg    | Vasily Mazheikov (URS)   | 170,0 kg | Jürgen Ciezki (GDR)      | 170,0 kg |
| Épaulé-jeté | Valentin Hristov (BUL)   | 237,5 kg    | Vasily Mazheikov (URS)   | 220,0 kg | Jürgen Ciezki (GDR)      | 220,0 kg |
| Total       | Valentin Hristov (BUL)   | 417,5 kg    | Vasily Mazheikov (URS)   | 390,0 kg | Jürgen Ciezki (GDR)      | 390,0 kg |
| +110 kg     |                          |             |                          |          |                          |          |
| Arraché     | Hristo Plachkov (BUL)    | 195,0 kg    | Vasily Alekseyev (URS)   | 187,5 kg | Jürgen Heuser (GDR)      | 180,0 kg |
| Épaulé-jeté | Gerd Bonk (GDR)          | 242,5 kg    | Vasily Alekseyev (URS)   | 240,0 kg | Jürgen Heuser (GDR)      | 232,5 kg |
| Total       | Vasily Alekseyev (URS)   | 427,5 kg    | Gerd Bonk (GDR)          | 422,5 kg | Hristo Plachkov (BUL)    | 420,0 kg |